# Adenissus baluchestanicus
Adenissus baluchestanicus är en insektsart som beskrevs av Dlabola 1980. Adenissus baluchestanicus ingår i släktet Adenissus och familjen Caliscelidae.
Artens utbredningsområde är Iran. Inga underarter finns listade i Catalogue of Life.